# Supreme Headquarters Allied Expeditionary Force

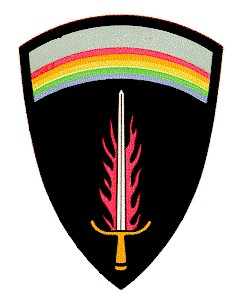
Ärmelabzeichen des Supreme Headquarters Allied Expeditionary Force

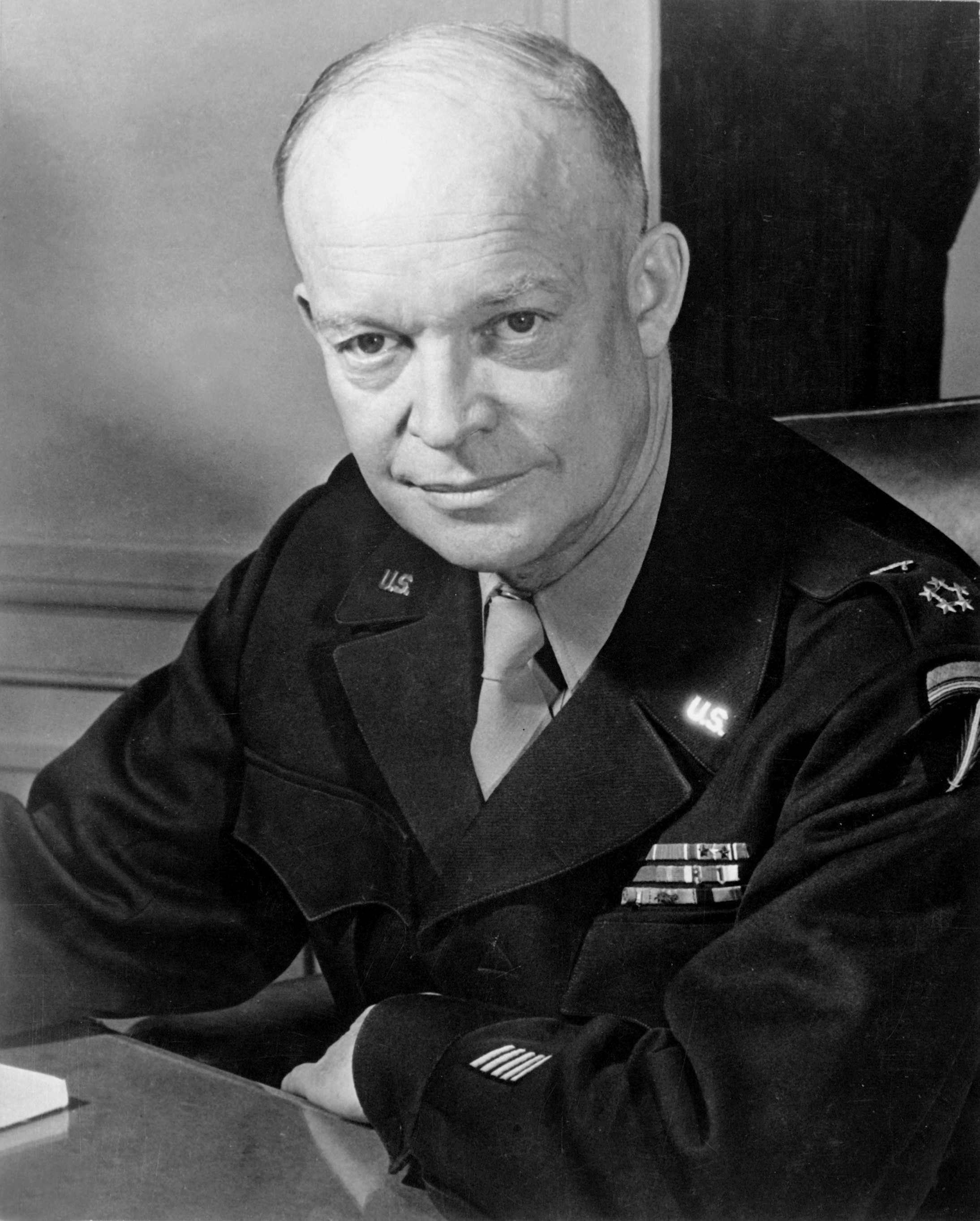
Dwight D. Eisenhower

Das Supreme Headquarters, Allied Expeditionary Force (kurz SHAEF, deutsch „Oberkommando/Oberstes Hauptquartier der Alliierten Expeditionsstreitkräfte“) war während des Zweiten Weltkrieges ab Ende 1943 das Hauptquartier der alliierten Streitkräfte in Nordwest- und Mitteleuropa und erhielt Weisungen von den Combined Chiefs of Staff. Es wurde im Dezember 1943 in London durch die Umbenennung des COSSAC-Stabes gebildet und rund zwei Monate nach der bedingungslosen Kapitulation der deutschen Wehrmacht aufgelöst.
SHAEF-Oberbefehlshaber (Supreme Commander, Allied Expeditionary Force) war von Beginn an der spätere US-Präsident Dwight D. Eisenhower. Nach der Befreiung Frankreichs hatte SHAEF zunächst seinen Sitz im Trianon Palace Hotel in Versailles und anschließend im Collège Moderne et Technique bei Reims.

## Geschichte

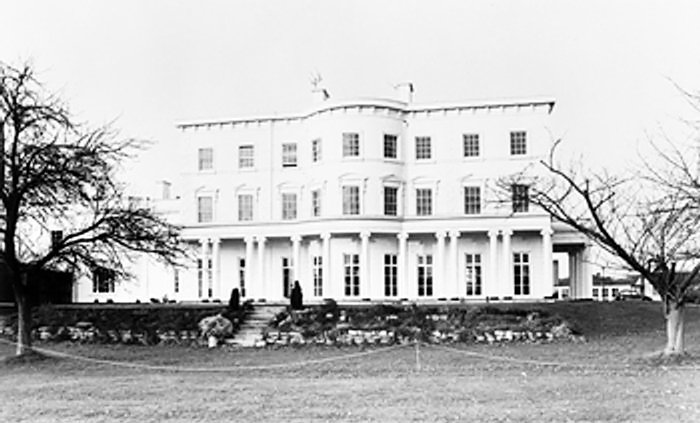
Southwick House bei Portsmouth, Sitz des vorgeschobenen Marine-Hauptquartiers während der Operation Overlord

Eisenhower wurde im Januar 1944 Oberbefehlshaber der Alliierten Expeditionsstreitkräfte, nachdem er zuvor Leiter des Allied Force Headquarters (AFHQ) auf dem Kriegsschauplatz Mittelmeerraum gewesen war. Der Stab des SHAEF nahm den Grundriss des vom Generalleutnant Frederick E. Morgan, dem Chef von COSSAC, entwickelten Plan zur Landung in Nordfrankreich („Operation Overlord“) und formte ihn in die Endversion, die am 6. Juni 1944 (D-Day) von Eisenhower und dem Landstreitkräftekommandanten für den Anfangsteil der Invasion, General Sir Bernard Montgomery ausgeführt wurde.
Das SHAEF verblieb bis zum Abschluss der Operation Overlord durch die Einnahme von Paris Ende August im Vereinigten Königreich (anfangs noch am St. James’s Square in London, ab März 1944 im Camp Griffiss in Bushy Park). Am 1. September 1944 nahm es seine Tätigkeit in Frankreich (bei Granville) auf, wobei Eisenhower den Befehl über die Operationen der Landstreitkräfte von Montgomery übernahm. Diese bestanden zu dieser Zeit aus der britisch-kanadischen 21st Army Group unter Montgomery im Norden und der amerikanischen 12th Army Group unter General Omar Bradley im Süden. Mitte des Monats bezog SHAEF dann sein neues Hauptquartier im Trianon Palace Hotel in Versailles und übernahm gleichzeitig die Kontrolle über die während der Operation Dragoon an der Côte d’Azur gelandeten amerikanisch-französischen Truppen der 6th Army Group unter Jacob L. Devers, die zuvor dem AFHQ zugeteilt war. Eisenhower selbst wählte ein vorgeschobenes Hauptquartier in Gueux bei Reims, um näher am Geschehen zu sein. Zu diesem Zeitpunkt hatten die drei alliierten Heeresgruppen die deutsche und niederländische Grenze erreicht und bildeten eine geschlossene Front:
- im Norden die britische 21st Army Group sowie die beiden US-Verbände
- 12th Army Group in der Mitte und
- 6th Army Group im Süden.

### Unterstellte Formationen und Befehlsstruktur

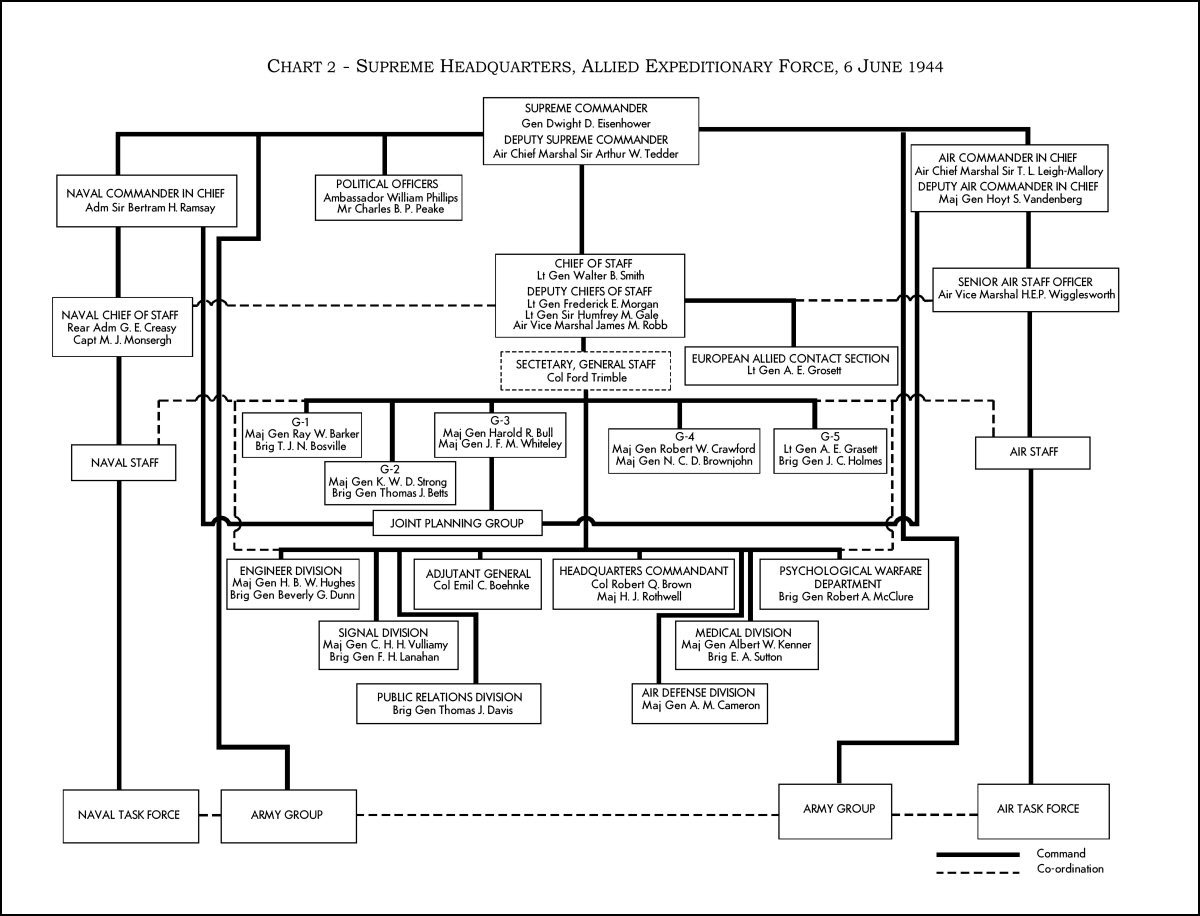
Organisation und Befehlsstruktur des SHAEF am 6. Juni 1944

Das SHAEF-Hauptquartier kommandierte die größte Anzahl US-amerikanischer Formationen, die je für eine Operation verpflichtet wurde, zusammen mit beachtlich vielen britischen, freifranzösischen und kanadischen Truppen. Es hatte zuletzt drei Armeegruppen unter seinem Kommando, die aus neun Armeen – fünf US-amerikanischen, einer britischen, einer kanadischen, einer französischen und der 1. Alliierten Luftlandearmee bestanden. Außerdem kommandierte das SHAEF beachtliche Seestreitkräfte während der Operation Neptune, der Landungsphase von Overlord. Zwei taktische Luftflotten, die 9. amerikanische und die 2. britische, unterstanden ihm bis Kriegsende, außerdem für die Dauer von Overlord die beiden in England stationierten alliierten strategischen Bomberflotten (8. US-Luftflotte und RAF Bomber Command).

### Nach Kriegsende

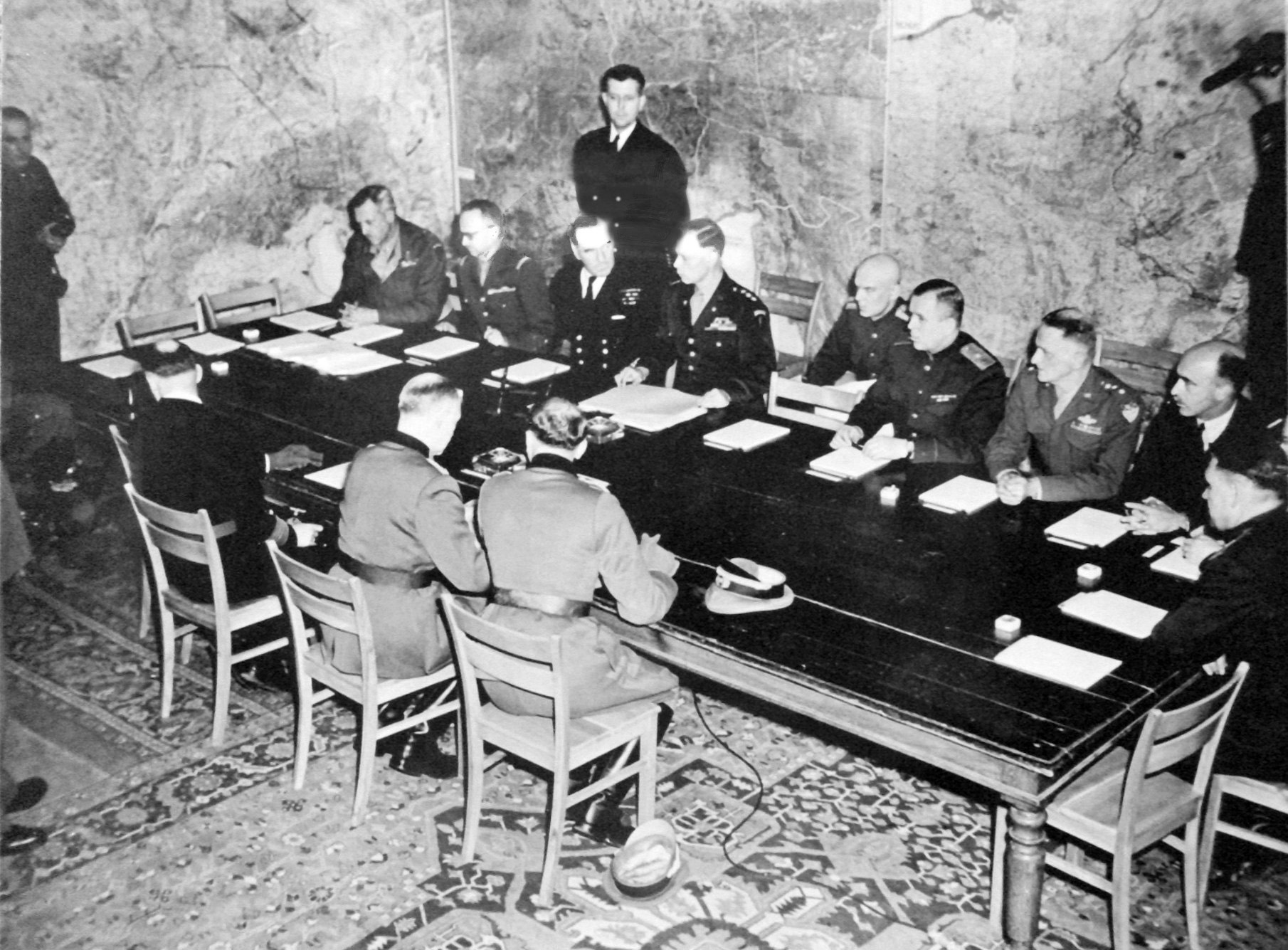
7. Mai 1945: Unterzeichnung der bedingungslosen Kapitulation der Wehrmacht in Reims

Das zuletzt im Frankfurter I.G.-Farben-Haus stationierte SHAEF wurde am 14. Juli 1945 aufgelöst und bezüglich der amerikanischen Streitkräfte an gleicher Stelle durch das Hauptquartier US Forces, European Theater (USFET) ersetzt. Erster Supreme Allied Commander Europe wurde Eisenhower mit Montgomery als Stellvertreter. Das 1951 durch die NATO gebildete Supreme Headquarters Allied Powers Europe steht in der Tradition dieser alliierten Kommandostrukturen.

## Trivia
In der Reichsbürgerbewegung kursiert laut Bundesamt für Verfassungsschutz eine Verschwörungstheorie, wonach das SHAEF weiterhin aktiv sei und seine „Gesetze“ weiterhin Gültigkeit hätten. Dies beruft sich auf Artikel 139 des Grundgesetzes (Die zur "Befreiung des deutschen Volkes vom Nationalsozialismus und Militarismus" erlassenen Rechtsvorschriften werden von den Bestimmungen dieses Grundgesetzes nicht berührt) und wird als Rechtfertigung benutzt, die Rechtsordnung der Bundesrepublik Deutschland nicht anzuerkennen.